# 10 år – En snäll mans bekännelser
10 år – En snäll mans bekännelser är Patrik Isakssons första samlingsalbum. Albumet släpptes ut efter Isakssons andra deltagande i Melodifestivalen, denna gång deltog han med låten "Under mitt tunna skinn", en av fem nya låtar på skivan. Albumet är Isakssons första för Roxy Recordings, de tre tidigare studioalbumen var utgivna av Columbia Records.
Förutom de största hitsen innehåller albumet ett antal låtar som spelats in med andra etablerade artister, som Marie Fredriksson, Joey Tempest, Helen Sjöholm, Sarah Dawn Finer och Kalle Moraeus.
Låtarna "Du som tog mitt hjärta", "Under mitt tunna skinn", "Elddon" och "Hjärtat vet mer än vi" blev utgivna på singel. En musikvideo spelades in för "Elddon".

## Låtlista
1. "Du får göra som du vill"
2. "Ruta 1"
3. "Under mitt tunna skinn"
4. "Kom genom eld" - Singel Remix
5. "Elddon"
6. "Hjärtat vet mer än vi" - med Helen Sjöholm
7. "Innan klockan slår" - med Dea
8. "1985"
9. "Det som var nu" - med Marie Fredriksson
10. "Aldrig mer"
11. "Hos dig är jag underbar"
12. "Faller du så faller jag"
13. "Du som tog mitt hjärta" - med Sarah Dawn Finer
14. "Här kommer natten" - med Joey Tempest
15. "Vår sista dag"
16. "Kan du se mig"
17. "Innan dagen gryr (2008)"
18. "Koppången" - med Kalle Moraeus & Bengan Janson

## Listplaceringar
| Lista (2008) | Topplacering |
| ------------ | ------------ |
| Sverige      | 3            |